# Isakas Anolikas

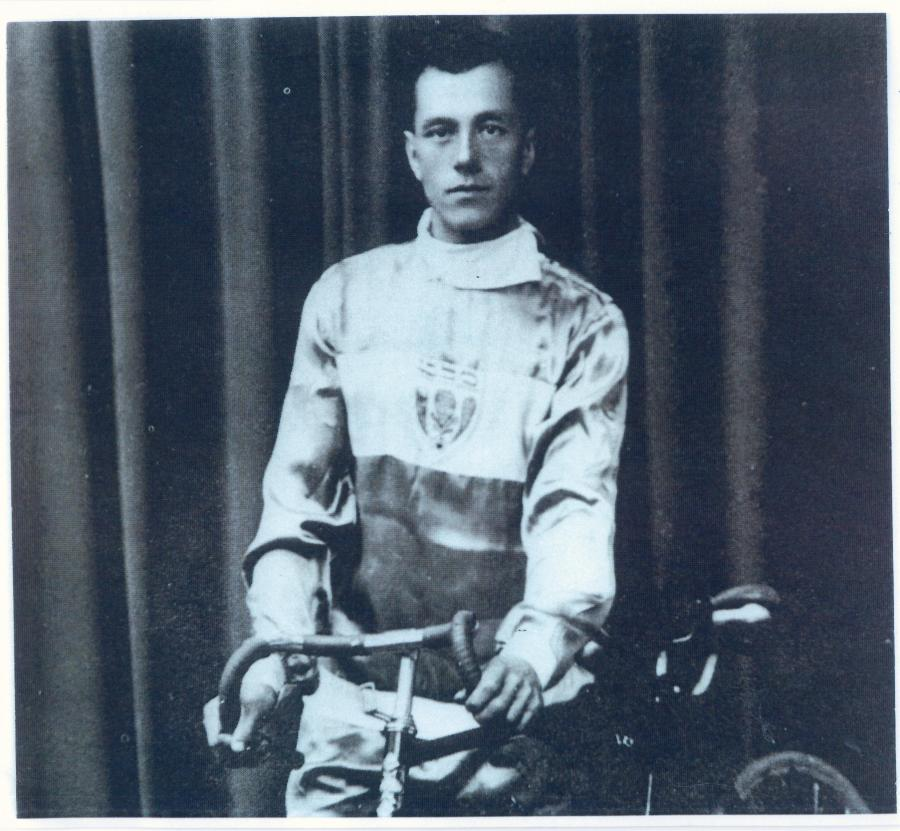
Isakas Anolikas (1924)

Isakas Anolikas (1903 in Šiauliai – 1943 in IX fortas, Kaunas) war ein litauischer Radrennfahrer. Er repräsentierte Litauen bei den Olympischen Sommerspielen 1924 in Paris und den Olympischen Sommerspielen 1928 in Amsterdam. Er war damit der erste litauische Athlet, der zweimal hintereinander an Olympischen Spielen teilnahm. Anolikas wurde vom NS-Regime aus rassistischen Gründen ermordet.

## Karriere
Anolikas war dreifacher litauischer Landesmeister und zweifacher Olympiateilnehmer in der Zwischenkriegszeit.
1924 gehörte er der ersten olympischen Delegation Litauens an. Die Auswahl der Teilnehmer erfolgte auf der 115 km langen Strecke von Kaunas nach Marijampolė und zurück. An diesem Rennen nahmen 17 Fahrer teil. Isakas Anolikas war Mitglied vom Sportclub „Makabi Šiauliai“ (ab 1921) und der Vertreter des Landesverbandes der internationalen jüdischen Sportverbandes Makkabi, sein wichtigster Konkurrent Juozas Vilpišauskas trat für den litauischen Radfahrerverband an. 26 Kilometer vor dem Ziel brach der Fahrradsattel von Anolikas. Vilpišauskas hingegen irrte sich betreffend der Ruhezeiten. Weil die stärksten Fahrer Litauens es nicht rechtzeitig ins Ziel geschafft hatten, wurde ein weiteres Qualifikationsrennen veranstaltet, auf Grund dessen beide Bewerber – zusammen mit einer Fußball-Mannschaft – zu den Olympischen Sommerspielen nach Paris geschickt wurden.
Weil Anolikas in Paris sein ganzes Geld für ein neues Fahrrad aufwenden musste, ging er ohne Ersatzteile und ohne Verpflegung ins olympische Rennen. Bei beiden Olympiateilnahmen kam Anolikas aufgrund technischer Defekte seines Rades nicht ins Ziel. Steine hatten sich in den Fahrradreifen gebohrt und es gelang ihm nicht, sich ein anderes Fahrrad von einem Rivalen zu leihen.
Während der deutschen Besatzung Litauens wurden im IX fortas in Kaunas zehntausende jüdische Menschen aus ganz Europa ermordet, darunter 1943 auch Isakas Anolikas. Die meisten von ihnen wurden erschossen.
Die litauische Schriftstellerin Rūta Vanagaitė porträtierte mit Unterstützung von Efraim Zuroff in ihrem Buch Mūsiškiai (Die Unsrigen) über die Beteiligung der litauischen Zivilbevölkerung an der Ermordung der Juden des Landes sowohl litauische Opfer wie auch litauische Täter. Bewusst wurden dabei Fotos von Isakas Anolikas und dem Kommandanten des Lagers, Balys Norvaiša, auf dem Cover des Buches nebeneinander gestellt.

## Erfolge
1925
- Litauischer Meister – Einzel, 10 km

1926
- Litauischer Meister – Einzel, 10 km
- Litauischer Meister – Team, 70 km

## Gedenken
- Am 28. August 2016 wurde durch den Künstler Gunter Demnig in Kaunas, wo Anolikas für die Olympischen Sommerspiele 1924 trainierte, ein Stolperstein verlegt.[10][11] Der Stolperstein befindet sich an der Straßenecke Laisvės al. 3/Krėvos in Kaunas.[1]
- Am 6. Mai 2018 fand eine Fahrradtour in Šiauliai zum Gedenken an die Mitglieder der litauischen Olympiamannschaft Isakas Anolikas und Juozas Vilpišauskas statt. Organisiert wurde diese Gedenkveranstaltung von der Kommune Šiauliai in Zusammenarbeit mit der Jüdischen Gemeinde.[12]